# Sonic Drift Racing
Sonic Drift Racing, in Japan als Sonic Drift 2 (jap.: ソニック ドリフト2, Hepburn: Sonikku Dorifuto Tsū) bekannt, ist ein Rennspiel, das von Sega entwickelt und erstmals in Europa am 4. März 1995 für den Sega Game Gear veröffentlicht wurde. Das Spiel enthält neben den Charakteren des Vorgängers Sonic the Hedgehog, Miles Tails Prower, Amy Rose und Dr. Robotnik nun zusätzlich die neuen Fahrer Knuckles the Echidna, Metal Sonic und Fang the Hunter (aus Sonic the Hedgehog Triple Trouble).
Das Spiel sollte nicht verwechselt werden mit seinem 1994 ausschließlich in Japan veröffentlichten Vorgänger Sonic Drift.

## Gameplay
Vier der sieben Charaktere Sonic, Tails, Amy, Dr. Robotnik, Knuckles, Metal Sonic und Fang the Hunter tragen Autorennen in ihren Fahrzeugen mit verschiedenen Vor- und Nachteilen aus. Sonic fährt einen rot-weißen Sportwagen namens The Cyclone, der sehr schnell ist, aber schwer zu kontrollieren. Tails’ Fahrzeug ist ein Formel-1-Wagen der 1960er Jahre mit dem Namen MTP-01 Wheelwind, welcher von den Attributen ausgeglichen ist, während Amys Cabrio The Breeze auf Kosten der Schnelligkeit gut kontrollierbar ist. Dr. Robotniks Egg Typhoon verfügt über eine hohe Höchstgeschwindigkeit, kommt aber am leichtesten von der Straße ab, wohingegen Knuckles’ Vehikel Tempest ausgeglichen daherkommt. Metal Sonic fährt mit dem Blue Devil am schnellsten von allen Charakteren, hat aber auch das schlechteste Handling und Fangs Auto trägt den Namen Marvelous Queen, welches relativ ausgeglichen mit leichten Tendenzen zu Geschwindigkeit zu minimalen Einbußen des Handlings daherkommt.
Auf Knopfdruck wird Gas gegeben oder gebremst und mit dem Steuerkreuz gelenkt. Auf der Rennstrecke befinden sich Ringe, rote Monitore (erhöht kurzzeitig die Geschwindigkeit), blaue Monitore (kurzzeitige Unverwundbarkeit), Sprungfedern, die den Fahrer mit seinem Fahrzeug kurz in die Luft schleudern, gelbe Monitore (identisch mit Sprungfedern), schwarze Monitore (lege eine Mine auf die Strecke), Reverse Balls (kurzzeitig werden links und rechts bei der Steuerung vertauscht) und Sterne (macht den Bildschirm für alle weiß). Sammelt ein Charakter zwei Ringe, kann er seine jeweilige Spezialfähigkeit einsetzen: Sonic den Speed Dash (identisch mit dem roten Monitor), Tails den Jump over (identisch mit dem Sprungfeder-Item), Amy das Toss Heart (verringert die Geschwindigkeit der Gegenspieler), Dr. Robotnik die Drop Mine (derselbe Effekt wie bei einer Kollision), Knuckles den Punch (Effekt wie eine Kollision für in Nähe befindliche Gegner, ansonsten identisch mit dem Sprungfeder-Item), Metal Sonic den Super Speed Dash (extrem erhöhte Geschwindigkeit, kostet Metal Sonic dafür aber immer drei Ringe) und Fang die Sling Oil Balls (derselbe Effekt wie bei einer Kollision)
Im Einzelspieler-Modus gibt es drei sogenannte Chaos Grand Prix, sortiert nach den Farben des lila, weißen und blauen Chaos Emerald. Jeder Grand Prix besteht aus sechs verschiedenen Strecken, die optisch teils Zonen aus Sonic the Hedgehog 2 (Emerald Hill Zone, Hill Top Zone, Casino Night Zone, Mystic Cave Zone und Death Egg Zone) und Sonic the Hedgehog 3 (Ice Cap Zone) repräsentieren oder komplett neu erstellt wurden (Dark Valley Zone, Desert Road Zone, Iron Ruin Zone, Rainy Savanna Zone, Quake Cave Zone, Balloon Panic Zone, Emerald Ocean Zone und Milky Way Zone). Pro Strecke werden drei Runden gefahren. Entsprechend nach der Platzierung werden Punkte verteilt, die zum Schluss zusammengerechnet werden. Wenn Sonic, Tails, Knuckles oder Amy den letzten Grand Prix gelöst haben, kommt es zu einem finalen Rennen gegen Dr. Robotnik. Wenn Dr. Robotnik, Metal Sonic oder Fang den letzten Grand Prix gelöst haben, kommt es zu einem finalen Rennen gegen Sonic. In Modus Free Run kann trainiert werden, der Versus-Modus fungiert als Mehrspieler-Modus, wenn zwei Sega Game Gear mit dem Gear-to-Gear-Kabel miteinander verbunden wurden.

## Neuveröffentlichungen und Nachfolger
Sonic Drift Racing war auf Sonic Adventure DX: Director’s Cut (2003, Nintendo GameCube, PC), Sonic Gems Collection (2005, Nintendo GameCube, PlayStation 2), Sonic PC Collection (2009, PC) und Sonic Origins Plus (2023) enthalten.
Im Laufe der Zeit entstanden mit Sonic R (1997, Sega Saturn), der Sonic Riders-Serie, sowie Sonic & Sega All-Stars Racing (2010), Sonic & All-Stars Racing Transformed (2012) und Team Sonic Racing (2019) weitere Sonic-Spiele des Rennspiel-Genres.

## Rezeption
Sonic Drift Racing erhielt gemischte Wertungen. Die japanische Fachzeitschrift Famitsu gab 19 von 40 Punkten und damit weniger als dem Vorgänger. GameSpot urteilte "im Grunde unspielbar aufgrund der schwachen Steuerung und dem geringen Horizont". Im Gegenzug lobte GamePro die detaillierten Grafiken, dass jede Strecke einen eigenen Soundtrack hat und dass dies das bestmögliche Rennspiel-Erlebnis auf dem Game Gear sei.

„Mußten deutsche Game-Gear-Besitzer noch auf den Vorgänger verzichten, schiebt Sega den zweiten Teil nach. Sprungschanzen, magnetische Zonen und andere Sperenzchen, wie Ihr sie aus Konkurrenzmodulen kennt, haben die Entwickler in Sonic Drift übernommen. Was bei Nintendos Klassiker geklaut wurde, gereicht dem Sega-Rennen zum Vorteil. Nur mit überlegener Kurventechnik schiebt Ihr Euch auf den ersten Platz. Die Geschwindigkeit ist hoch und die Spielbarkeit geht in Ordnung. Alles in allem ist das Geld für Sonic Drift 2 zwar nicht rausgeschmissen, das Spiel holt einen – vor allem im Solomodus – motivationstechnisch aber nicht vom Hocker. Nicht zuletzt dadurch, daß keine Rekordzeiten gespeichert werden, da wiedermal an einer Batterie gespart wurde.“